# Serqueux (Seine-Maritime)
Pour les articles homonymes, voir Serqueux.
Serqueux est une commune française située dans le département de la Seine-Maritime, en région Normandie.

## Géographie

### Localisation

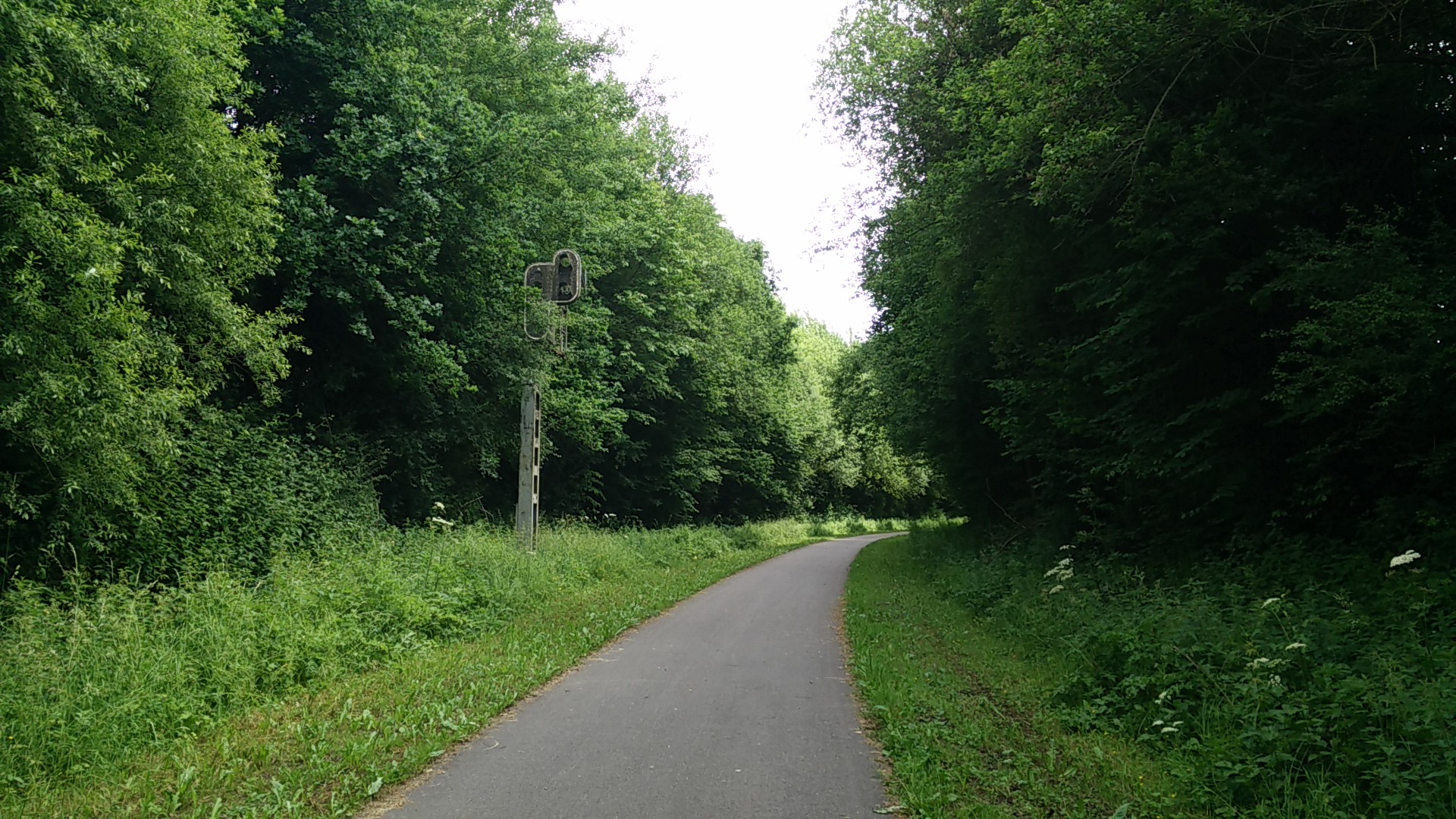
L'avenue verte. Une signalisation ferroviaire rappelle que l'emprise fut une voie ferrée.

Serqueux est située dans le pays de Bray.
Serqueux est limitrophe de Forges-les-Eaux, la zone commerciale du Pont de Charleval faisant le lien entre les deux agglomérations. La commune est située à 7 km de Gaillefontaine et à 15 km de Neufchâtel-en-Bray et de Buchy.
La Gare de Serqueux est un nœud ferroviaire à l'intersection des lignes Amiens—Rouen et Paris-Saint-Lazare—Dieppe. À la suite de la fermeture en 1988 de la ligne ferroviaire Serqueux-Dieppe, le parcours est emprunté par l'avenue verte, itinéraire cyclable qui relie Paris à Londres.
La voie verte du Pays de Bray, réalisée sur l'emprise de l'ancienne ligne de Saint-Denis à Dieppe, reliant Forges-les-Eaux à Dieppe, est une section de l'avenue verte London-Paris.

### Communes limitrophes
| Beaubec-la-Rosière   | Compainville    |                  |
| Roncherolles-en-Bray | Serqueux        | Le Thil-Riberpré |
|                      | Forges-les-Eaux | Le Fossé         |

### Hydrographie
La commune est située dans le bassin Seine-Normandie. Elle est drainée par l'Epte, l'Andelle et le ruisseau des Burettes,,.
L'Epte, d'une longueur de 113 km, prend sa source dans la commune de Compainville et se jette  dans la Seine à Notre-Dame-de-la-Mer, après avoir traversé 44 communes. 

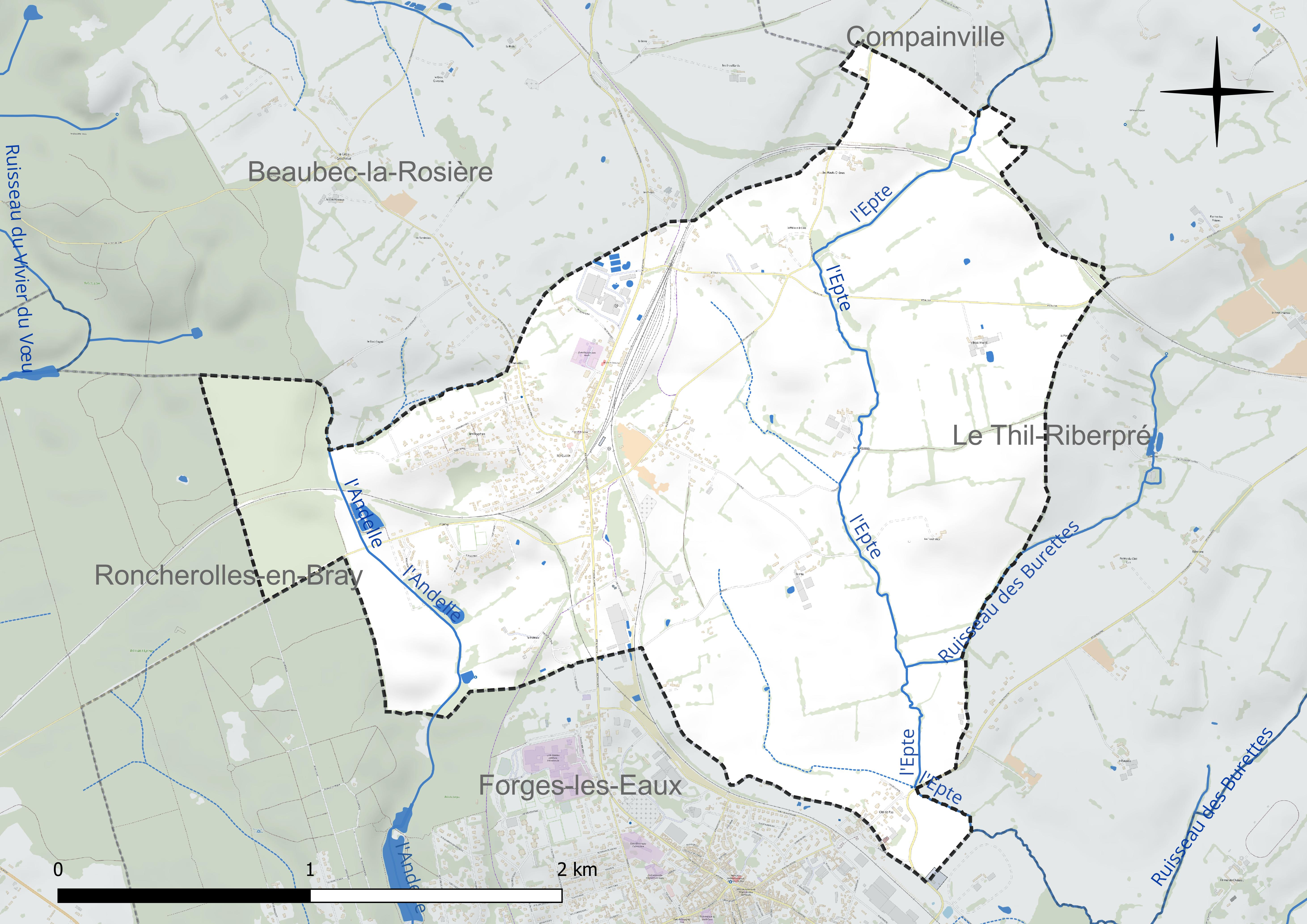
Réseau hydrographique de Serqueux.

L'Andelle, d'une longueur de 57 km, prend sa source dans la commune  et se jette  dans la Seine à Pîtres, après avoir traversé 24 communes. 

### Climat
Pour des articles plus généraux, voir Climat de la Normandie et Climat de la Seine-Maritime.
En 2010, le climat de la commune est de type climat océanique dégradé des plaines du Centre et du Nord, selon une étude du CNRS s'appuyant sur une série de données couvrant la période 1971-2000. En 2020, Météo-France publie une typologie des climats de la France métropolitaine dans laquelle la commune est exposée à un climat océanique et est dans la région climatique Côtes de la Manche orientale, caractérisée par un faible ensoleillement (1 550 h/an) ; forte humidité de l’air (plus de 20 h/jour avec humidité relative > 80 % en hiver), vents forts fréquents. Parallèlement le GIEC normand, un groupe régional d’experts sur le climat, différencie quant à lui, dans une étude de 2020, trois grands types de climats pour la région Normandie, nuancés à une échelle plus fine par les facteurs géographiques locaux. La commune est, selon ce zonage, exposée à un « climat contrasté des collines », correspondant au Pays de Bray, bien arrosé et frais.
Pour la période 1971-2000, la température annuelle moyenne est de 9,9 °C, avec une amplitude thermique annuelle de 14,3 °C. Le cumul annuel moyen de précipitations est de 836 mm, avec 13 jours de précipitations en janvier et 8,7 jours en juillet. Pour la période 1991-2020, la température moyenne annuelle observée sur la station météorologique la plus proche, située sur la commune de Forges-les-Eaux à 2 km à vol d'oiseau, est de 10,7 °C et le cumul annuel moyen de précipitations est de 860,1 mm,. Pour l'avenir, les paramètres climatiques de la commune estimés pour 2050 selon différents scénarios d’émission de gaz à effet de serre sont consultables sur un site dédié publié par Météo-France en novembre 2022.

## Urbanisme

### Typologie
Au 1er janvier 2024, Serqueux est catégorisée bourg rural, selon la nouvelle grille communale de densité à sept niveaux définie par l'Insee en 2022. Elle appartient à l'unité urbaine de Forges-les-Eaux, une agglomération intra-départementale regroupant deux  communes, dont elle est une commune de la banlieue,,. Par ailleurs la commune fait partie de l'aire d'attraction de Forges-les-Eaux, dont elle est une commune de la couronne,. Cette aire, qui regroupe 5 communes, est catégorisée dans les aires de moins de 50 000 habitants,.

### Occupation des sols
L'occupation des sols de la commune, telle qu'elle ressort de la base de données européenne d’occupation biophysique des sols Corine Land Cover (CLC), est marquée par l'importance des territoires agricoles (79,8 % en 2018), en diminution par rapport à 1990 (82,8 %). La répartition détaillée en 2018 est la suivante : prairies (60,1 %), terres arables (19,6 %), zones urbanisées (14 %), forêts (6,2 %). L'évolution de l’occupation des sols de la commune et de ses infrastructures peut être observée sur les différentes représentations cartographiques du territoire : la carte de Cassini (XVIIIe siècle), la carte d'état-major (1820-1866) et les cartes ou photos aériennes de l'IGN pour la période actuelle (1950 à aujourd'hui).

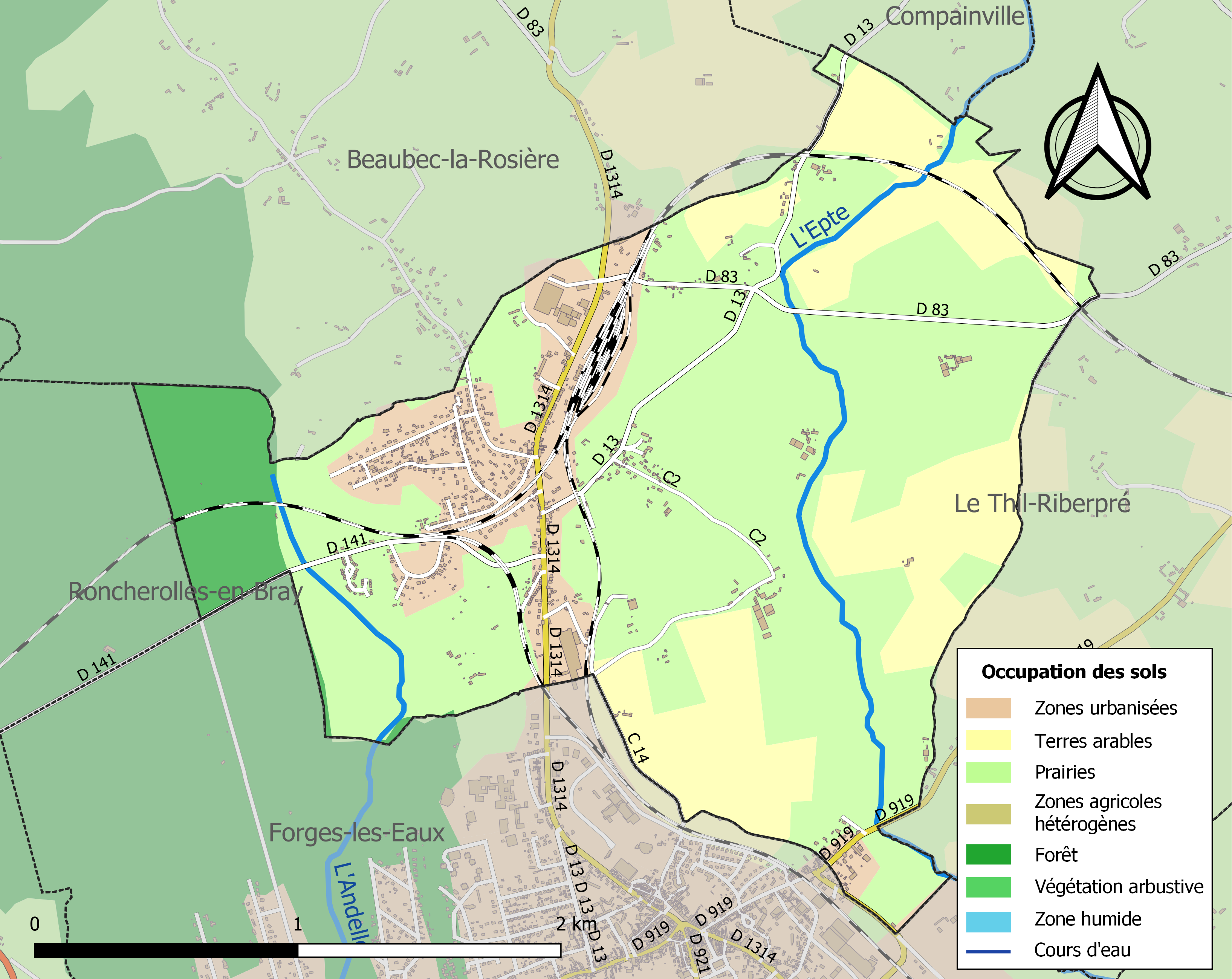
Carte des infrastructures et de l'occupation des sols de la commune en 2018 (CLC).

### Habitat et logement
En 2019, le nombre total de logements dans la commune était de 471, alors qu'il était de 464 en 2014 et de 450 en 2009.
Parmi ces logements, 90,2 % étaient des résidences principales, 1,3 % des résidences secondaires et 8,5 % des logements vacants. Ces logements étaient pour 94,1 % d'entre eux des maisons individuelles et pour 5,7 % des appartements.
Le tableau ci-dessous présente la typologie des logements à Serqueux en 2019 en comparaison avec celle de la Seine-Maritime et de la France entière. Une caractéristique marquante du parc de logements est ainsi une proportion de résidences secondaires et logements occasionnels (1,3 %) inférieure à celle du département (4 %) mais supérieure à celle de la France entière (9,7 %). Concernant le statut d'occupation de ces logements, 68,9 % des habitants de la commune sont propriétaires de leur logement (70,2 % en 2014), contre 53 % pour la Seine-Maritime et 57,5 pour la France entière.
| Typologie                                               | Serqueux | Seine-Maritime | France entière |
| ------------------------------------------------------- | -------- | -------------- | -------------- |
| Résidences principales (en %)                           | 90,2     | 87,8           | 82,1           |
| Résidences secondaires et logements occasionnels (en %) | 1,3      | 4              | 9,7            |
| Logements vacants (en %)                                | 8,5      | 8,2            | 8,2            |

## Toponymie
Le nom de la localité est attesté sous les formes de Serqueux entre 1165 et 1183, de Sarkeus au XIIe siècle, de Sarcophagiis (sans date), de Sarkeous (sans date), Sarkeux en 1207, ad Sarquex vers 1210, Ecclesia de Sarqueuz vers 1240, Sarquiex en 1433, Sarquieux en 1445 et 1446, Sarqueux en 1460, Sarqueux en Bray en 1485, Sarquieux Sanctus Martinus au XVIe siècle, Sarquieux en 1648, Saint Martin de Sarqueux en 1660, Sarqueux en 1691, Serqueux entre 1666 et 1699.
De l'ancien français sarqueu  (« cercueil »), par extension « cimetière ».

## Histoire

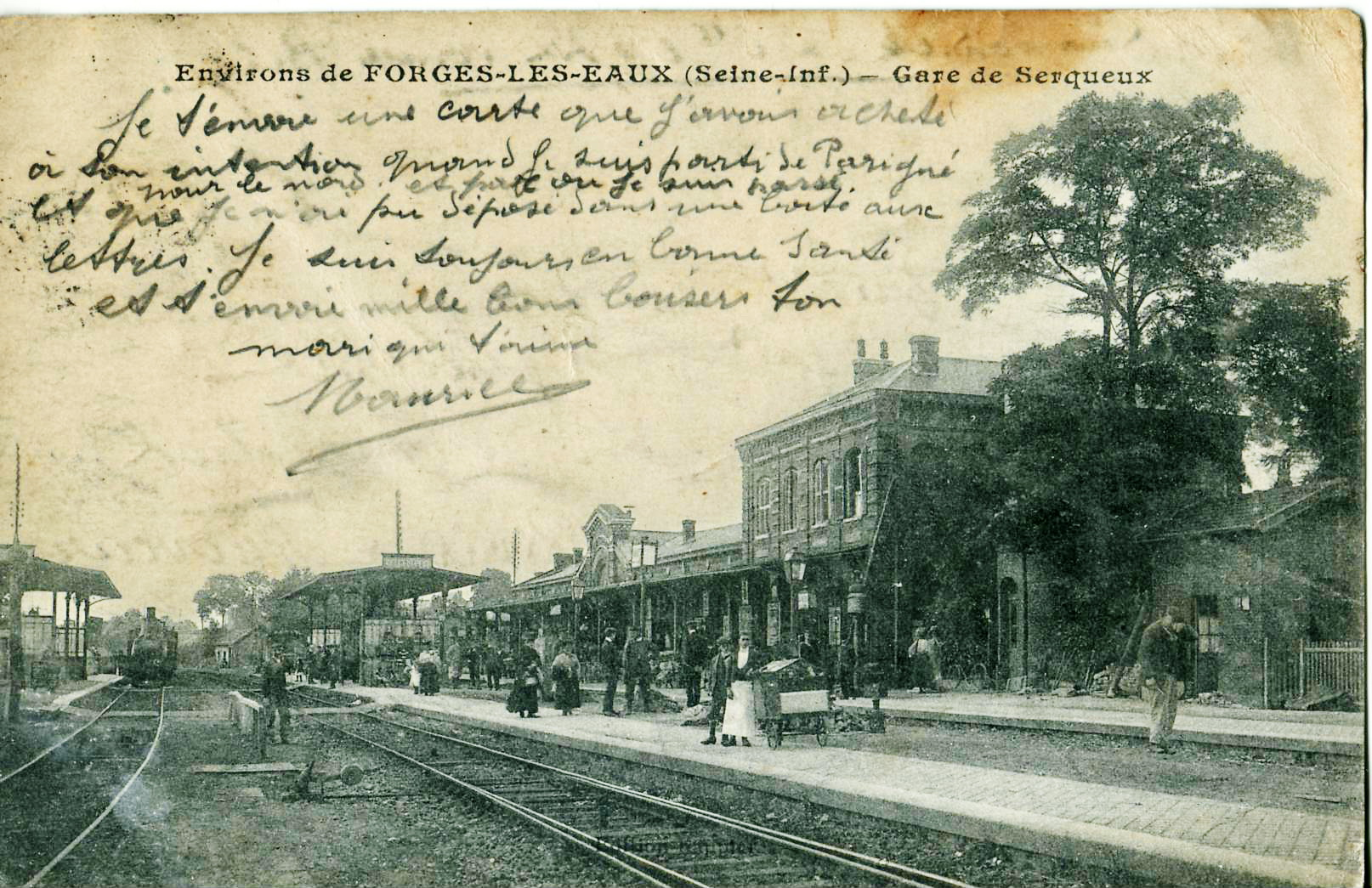
La gare, avant la Première Guerre mondiale.

Les 37  bombardements alliés visant la gare de Serqueux, en particulier celui du 6 septembre 1943, ont détruit en grande partie le bourg, dont l'église (mais pas le bâtiment de la gare, qui a conservé son architecture typique de la Compagnie du Nord). La commune est décorée de la croix de guerre 1939-1945.
La nouvelle église Saint-Martin a été inaugurée en 1959. Elle a été construite par l'architecte Michel Percheron.

## Politique et administration

### Rattachements administratifs et électoraux
Rattachements administratifs
La commune se trouve depuis 1926 dans l'arrondissement de Dieppe du département de la Seine-Maritime.
Elle faisait partie depuis 1801 du canton de Forges-les-Eaux. Dans le cadre du redécoupage cantonal de 2014 en France, cette circonscription administrative territoriale a disparu, et le canton n'est plus qu'une circonscription électorale.
Rattachements électoraux
Pour les élections départementales, la commune fait partie depuis 2014 du canton de Gournay-en-Bray.
Pour l'élection des députés, elle fait partie de la sixième circonscription de la Seine-Maritime.

### Intercommunalité
Serqueux était membre de la communauté de communes du canton de Forges-les-Eaux, un établissement public de coopération intercommunale (EPCI) à fiscalité propre créé fin 2001.
Dans le cadre de l'approfondissement de la coopération intercommunale precrit par la Loi portant nouvelle organisation territoriale de la République (Loi NOTRe) du 7 août 2015, cette intercommunalité a fusionné avec ses voisines pour former, le 1er janvier 2017, la communauté de communes des Quatre Rivières dont est désormais membre Serqueux.

### Liste des maires
| Période                                  | Période                        | Identité                       | Étiquette | Qualité                                                                             |
| ---------------------------------------- | ------------------------------ | ------------------------------ | --------- | ----------------------------------------------------------------------------------- |
| 1793                                     |                                | Jacques Vincent Hurpy          |           |                                                                                     |
| 1800                                     | 1806                           | Jean Potel                     |           |                                                                                     |
| 1806                                     | 1812                           | Jean Baptiste Dubuc            |           |                                                                                     |
| 1813                                     | 1816                           | Nicolas Marie Athanase Varnier |           |                                                                                     |
| Les données manquantes sont à compléter. |                                |                                |           |                                                                                     |
| 1821                                     | 1865                           | Jacques Pierre Hurpy           |           |                                                                                     |
| 1865                                     | 1878                           | Hildevert Léonidas Toussaint   |           |                                                                                     |
| 1878                                     | 1880                           | Alfred Courtin                 |           |                                                                                     |
| 1881                                     | 1896                           | Edouard Hurpy                  |           |                                                                                     |
| 1896                                     | 1900                           | Ernest Decaux                  |           |                                                                                     |
| 1900                                     | 1919                           | Louis Denise                   |           |                                                                                     |
| 1920                                     | 1929                           | Albert Feuillette              |           |                                                                                     |
| 1929                                     | 1947                           | Robert Roger                   | SFIO      |                                                                                     |
| 1947                                     | 1952                           | Léon Gajol                     |           |                                                                                     |
| 1952                                     | 1953                           | Cyprien Lecouflet              |           |                                                                                     |
| 1953                                     | 1959                           | Jules Cabasson                 |           |                                                                                     |
| 1959                                     | 1964                           | Jean Bernard                   |           |                                                                                     |
| 1964                                     | 1971                           | Bernard Poisson                |           |                                                                                     |
| 1971                                     | 2004                           | Bernard Le Blond               | centre    | Retraité commercial                                                                 |
| 2004                                     | avril 2014                     | Jackie Dufresnoy               | DVG       | Retraité de l'AP-HP                                                                 |
| avril 2014                               | 2014                           | Francis Deguine                |           | Démissionnaire                                                                      |
| 2014                                     | mai 2020                       | Jean-Claude Dumouchel          |           |                                                                                     |
| mai 2020,                                | En cours (au 14 novembre 2022) | Thomas Hermand                 |           | Enseignant-chercheur en droit Vice-président de la CC des Quatre Rivières (2020 → ) |

### Distinctions et labels
En 2022, Serqueux a été primée pour la seconde fois par les trophées des territoires, avec le trophée du bien vivre ensemble, succédant au label de 2021 obtenu pour son action intergénérationnelle.

## Équipements et services publics

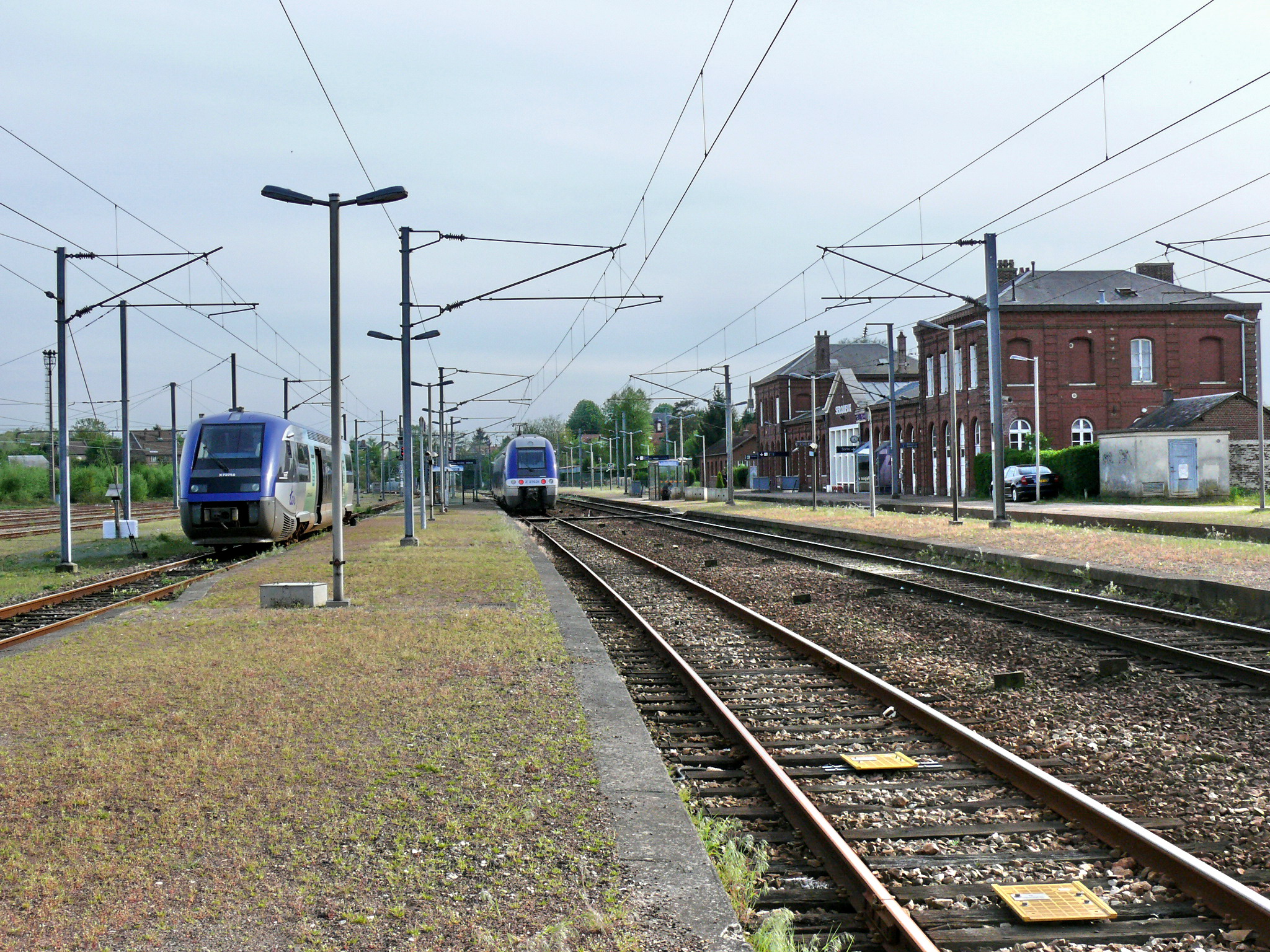
La gare de Serqueux en 2008.

La municipalité se dote d'une nouvelle mairie construite en 2019/2020, aux grandes ambitions environnementales, pour remplacer la mairie-école, qui ne répond plus aux normes d'accessibilité.

### Enseignement
Les enfants de la commune sont scolarisés à l'école Jean-Jaurès, qui accueille en 2022-2023 environ 130 élèves dans 5 classes,.

### Santé et petite enfance
Une maison d’assistantes maternelles est implantée en 2022 par la municipalité et la SNCF dans une partie inutilisée du bâtiment de la gare de Serqueux, afin de contribuer à redynamiser la commune et rendre plus attractif l'usage du train,.

## Population et société

### Démographie
L'évolution du nombre d'habitants est connue à travers les recensements de la population effectués dans la commune depuis 1793. Pour les communes de moins de 10 000 habitants, une enquête de recensement portant sur toute la population est réalisée tous les cinq ans, les populations de référence des années intermédiaires étant quant à elles estimées par interpolation ou extrapolation. Pour la commune, le premier recensement exhaustif entrant dans le cadre du nouveau dispositif a été réalisé en 2006.

En 2022, la commune comptait 948 habitants, en évolution de −5,11 % par rapport à 2016 (Seine-Maritime : +0,35 %, France hors Mayotte : +2,11 %).
| 1793 | 1800 | 1806 | 1821 | 1831 | 1836 | 1841 | 1846 | 1851 |
| ---- | ---- | ---- | ---- | ---- | ---- | ---- | ---- | ---- |
| 320  | 369  | 420  | 430  | 403  | 374  | 371  | 381  | 358  |

| 1856 | 1861 | 1866 | 1872 | 1876 | 1881 | 1886 | 1891 | 1896 |
| ---- | ---- | ---- | ---- | ---- | ---- | ---- | ---- | ---- |
| 390  | 304  | 381  | 391  | 408  | 540  | 623  | 603  | 603  |

| 1901 | 1906 | 1911 | 1921 | 1926 | 1931 | 1936 | 1946 | 1954 |
| ---- | ---- | ---- | ---- | ---- | ---- | ---- | ---- | ---- |
| 638  | 692  | 723  | 736  | 809  | 842  | 947  | 806  | 846  |

| 1962 | 1968 | 1975 | 1982 | 1990 | 1999 | 2006  | 2011 | 2016 |
| ---- | ---- | ---- | ---- | ---- | ---- | ----- | ---- | ---- |
| 879  | 816  | 767  | 764  | 853  | 988  | 1 064 | 998  | 999  |

| 2021 | 2022 | - | - | - | - | - | - | - |
| ---- | ---- | - | - | - | - | - | - | - |
| 957  | 948  | - | - | - | - | - | - | - |

### Manifestations culturelles et festivités
La fête patronale de Serqueux a lieu un week-end de la mi-août.

## Économie
Serqueux a longtemps été une cité cheminote. Elle est le lieu d'embranchement vers les villes d'Amiens, de Rouen et du Havre.
Au XXIe siècle, la commune a deux principales activités, l'industrie et le commerce. Une importante usine NEXIRA (ex. CNI) produit la majorité de la production mondiale de gomme arabique et de fibre d’acacia, une fibre alimentaire. La commune comporte quelques petits commerces mais surtout une zone commerciale, la zone d'activités du Pont de Charleval, qui rayonne sur tout le canton de Forges-les-Eaux et même au-delà. Celle-ci comporte principalement un supermarché (Super U) et une GSB (grande surface de bricolage) (Espace Émeraude).

## Culture locale et patrimoine

### Lieux et monuments
- L'hôtel de ville, orné en 1950 d'une immense croix de guerre 1939-1945 restaurée en 2020[46].
- Église Saint-Martin, construite par l'architecte Michel Percheron[47] après les destructions de la Seconde Guerre mondiale, est fermée au public depuis 2015 et son clocher, qui menaçait de s'effondrer, a été démonté. La municipalité, qui en est propriétaire, a obtenu sa désacralisation en 2020 après consultation de la paroisse de Forges-les-Eaux. Après avis favorable de la population lors d'une consultation qui s'est tenue le 13 novembre 2022, l'édifice devrait être démoli[48],[49].
- Monument aux morts (1921)[50] : y figurent les noms des victimes civiles et militaires des guerres 1914-1918 et 1939-1945[51].

### Personnalités liées à la commune
- Paul Decaux (1881-1968), architecte français

### Héraldique
| Armes de Serqueux | Les armes de la commune de Serqueux se blasonnent ainsi : D'or à deux jumelles amincies posées en sautoir de sable cantonné aux 2e et 3e de deux locomotives anciennes du même, celle de dextre contournée et en pointe d'une lettre majuscule 'S' de sable, vidée du champ. Création Denis Joulain et Jean Paul Fernon. Adopté le 11 février 2011. |

## Pour approfondir